# Jaime Huguet
Jaime Huguet lub Jaume Huguet (ur. ok. 1412 w Valls, zm. 1492 w Barcelonie) – hiszpański malarz późnego gotyku, przedstawiciel szkoły katalońskiej drugiej połowy XV wieku.
W młodości w latach 1435–1445 przebywał w Saragossie, później działał w Tarragonie, ostatecznie w 1448 r. osiadł w Barcelonie.
W jego twórczości widać oddziaływanie takich malarzy jak Bernardo Martorell i Luis Dalmau. Później stworzył własny styl, który przez wiele lat wywierał wpływ na sztukę malarską Katalonii i Aragonii.

## Główne dzieła
- freski ze świętymi Abdonem i Senenem w kościele w Terrassa
- tryptyk św. Jerzego